# کنچونگو
کنچونگو (به لاتین: Canchungo) یک منطقهٔ مسکونی در گینه بیسائو است که در منطقه کاچو واقع شده‌است. کناچنگو ۶٬۴۳۴ نفر جمعیت دارد.